# Neolimnophora maritima
Neolimnophora maritima är en tvåvingeart som först beskrevs av Roder 1887.  Neolimnophora maritima ingår i släktet Neolimnophora och familjen husflugor. Inga underarter finns listade i Catalogue of Life.